# Saint-Thois
Saint-Thois (en bretó Santoz) és un municipi francès, situat a la regió de Bretanya, al departament de Finisterre. L'any 2006 tenia 709 habitants.

## Demografia
| 1962                                       | 1968 | 1975 | 1982 | 1990 | 1999 |
| ------------------------------------------ | ---- | ---- | ---- | ---- | ---- |
| 910                                        | 821  | 760  | 704  | 633  | 634  |
| Des de 1962: població sense dobles comptes |      |      |      |      |      |

## Administració
| Període | Identitat      | Partit |
| ------- | -------------- | ------ |
| 2001-   | Bernard Saliou |        |